# Prolibytherium
Prolibytherium — це вимерлий рід парнокопитних, що мешкав у середньому міоцені в Північній Африці та Пакистані приблизно від 16,9 до 15,97 мільйона років тому. Скам'янілості були знайдені в формації Марада в Лівії, формації Віхова в Пакистані та формації Могара в Єгипті.

## Опис
Істота довжиною 1.80 метра зовні нагадувала окапі або оленя. Проте, на відміну від них, Prolibytherium продемонстрував драматичний статевий диморфізм, оскільки самець мав набір великих листоподібних осиконів шириною 35 сантиметрів, тоді як самка мала набір тонких осиконів, схожих на ріг.
Таксономічний статус Prolibytherium залишається незмінним. Після відкриття та дослідження жіночого черепа у 2010 році Prolibytherium попередньо підтверджено як клімакоцератид. Недавнє дослідження, опубліковане у 2022 році, показало, що це частина окремої родини Prolibytheriidae.